# Stazione di Azuqueca
La stazione di Azuqueca è una stazione ferroviaria della linea Madrid-Barcellona.
Si trova alla confluenza di paseo de la Estación e calle Aduana, nel comune castigliano di Azuqueca de Henares.

## Storia
La stazione è stata inaugurata il 3 maggio 1859, quando la compagnia ferroviaria MZA inaugurò la ferrovia Madrid-Saragozza.
Con la riforma di RENFE e la nascita delle reti Cercanías Renfe, la stazione di Azuqueca iniziò a essere servita dai treni delle Cercanías di Madrid.

## Servizi
- Parcheggio di scambio

## Movimento
La stazione di Meco è servita dalle linee C-2 e C-8 della rete delle cercanías di Madrid, operate da Renfe.